# فرودگاه شهری کردوا
فرودگاه شهری کردوا (به انگلیسی: Cordova Municipal Airport) یک فرودگاه همگانی بهره‌برداری هوایی با کد یاتا CKU است که یک باند فرود شن دارد و طول باند آن ۵۴۹ متر است. این فرودگاه در شهر کوردووا، آلاسکا کشور ایالات متحده آمریکا قرار دارد و در ارتفاع ۴ متری از سطح دریا واقع شده‌است.